# Pupinidae
Pupinidae là một họ ốc đất thân mềm chân bụng trong siêu họ Cyclophoroidea (theo phân loài Gastropoda bởi Bouchet & Rocroi, 2005).

## Sự phân loài
Các phân loài và các chi trong họ Pupinidae bao gồm (theo phân loài Gastropoda bởi Bouchet & Rocroi, 2005):
- Pupininae L. Pfeiffer, 1853
  - genus Pupina Vingard, 1829 - chi đặc trưng của phân họ Pupininae
- Liareinae Powell, 1946 - đồng âm: Cytoidae Climo, 1969 (n.a.) = không có tên có sẵn

- Pupinellinae Kobelt, 1902 - đồng âm: Ventriculidae Wenz, 1915, Pollicariini Thiele, 1929
  - genus Pupinella Gray [in Baird], 1850 - chi đặc trưng của phân họ Pupinellinae

## Hình ảnh

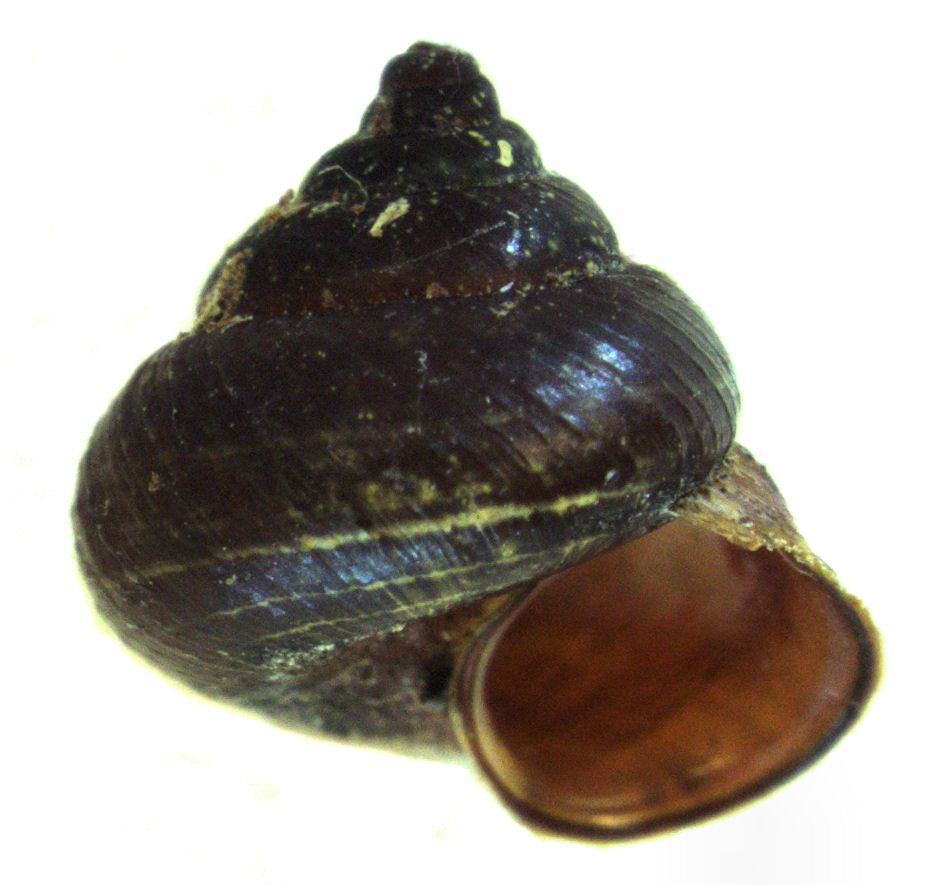
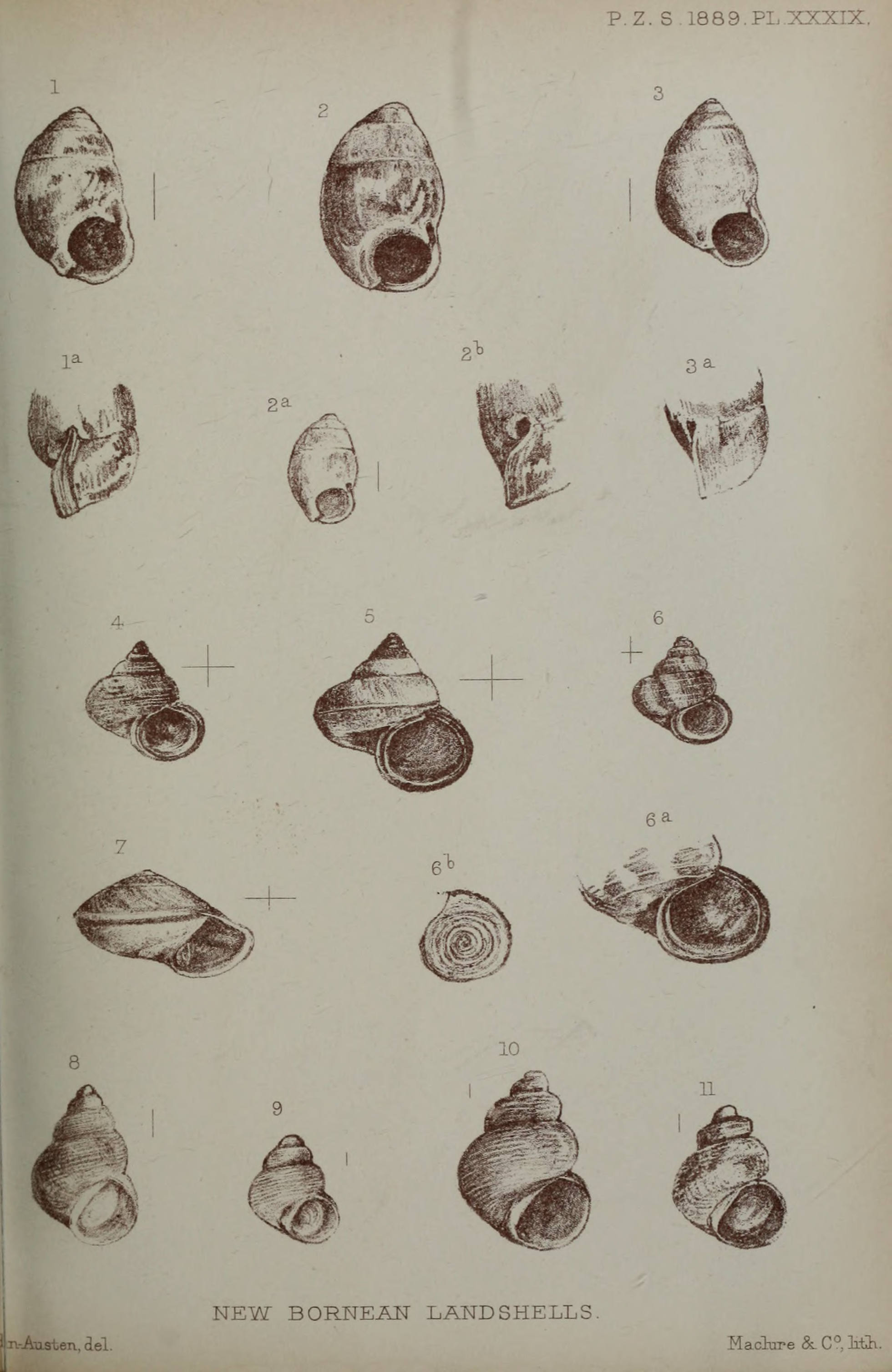